# CKOB-FM
 (mai 2021).
CKOB-FM, s'identifiant sous le nom de 106,9 FM est une station de radio québécoise située à Trois-Rivières appartenant à Cogeco Média et diffuse à la fréquence 106,9 MHz avec une puissance apparente rayonnée de 60 000 watts et une puissance apparente rayonnée maximale de 100 000 watts.
Elle fait partie d'un réseau de FM Parlé avec le 98,5 Montréal en tête.

## Historique
CHLN est mis en ondes le 17 octobre 1937 et diffuse sur la bande AM à la fréquence 1 420 kHz. À sa fondation, les lettres LN de son sigle désignent le quotidien de Trois-Rivières Le Nouvelliste.
En 1941, la station change de fréquence passant à 1 450 kHz, puis à 550 kHz en 1945.
En 1975, CHLN est désignée « Radio de l'année au Canada » par l'Association canadienne des radiodiffuseurs à cause de son implication sociale. De fait, à l'époque, peu avant la période des fêtes, la station effectue un « radiothon » invitant les auditeurs à se procurer un gâteau aux fruits livré à domicile par des bénévoles, les fonds ainsi obtenus étant versés à des familles dans le besoin de la région.
À l'époque, Philias Germain est le directeur-général de CHLN, Maurice Bourget directeur des programmes, Claude Fitzbay directeur des nouvelles, Marcel Pelletier et Jacques Dupont reporters réguliers. Le weekend, Pierre Catelier, Pierre de la Voye, Sylvie Morin et Yvon Leblanc produisent les bulletins de nouvelles alors que Jean Godon anime les nouvelles du sport. En semaine, les animateurs réguliers sont Denis Robichaud, René Trahan, Gilles Morin, Jean Desmond, Denis Boisclair, Robert Fortin, et Michel Desaulniers. Durant le weekend, on peut également entendre Pierre Bérubé, Gilles Longval, Robert Lupien, Louis Massicotte, Jean Paquin et François Roy (qui devient ensuite directeur des communications de la Ville de Trois-Rivières).
À partir du 20 août 2007 date de rachat par Corus Québec, la station diffuse à la fréquence 106,9 MHz sur la bande FM et adopte le slogan « Souvenirs Garantis », ainsi que l'image corporative popularisée par sa station sœur CFOM-FM de Québec.
Le 30 avril 2010, Cogeco a annoncé l'achat des stations de Corus Québec pour 80 $ millions, transaction qui fut approuvée par le CRTC le 17 décembre 2010. Cogeco a pris le contrôle de CHLN-FM ainsi que des stations de radio de Corus Québec le 1er février 2011. Au cours de l'année 2011, CHLN-FM a changé ses lettres d'appel pour CKOB-FM.
CKOB-FM est devenue une station du réseau CKOI le 21 février 2011.
Le 20 juin 2012, le groupe de télécommunications et d'audiovisuel québécois Cogeco annonce que les stations CKOI de Sherbrooke, Trois-Rivières et Gatineau passent, à compter du 20 août, d'un format hybride musical-parlé à un format parlé.

## Identité visuelle (logo)

Logo 106,9 Souvenirs Garantis (2009-2011)
Logo CKOI 106,9 (2011-2012)
Logo de 2012 à 2016
Logo de 2016 à 2021
Logo depuis le 13 août 2021